# Etta Falconer
Etta Falconer   (Tupelo, 21 de novembre de 1933 - Atlanta, 19 de setembre de 2002), de soltera Etta Zuber, va ser una matemàtica negra estatunidenca.

## Vida i Obra
Eta Zuber va néixer en una família negra a l'estat de Mississippi i tota la seva educació va ser segregada, primer a l'institut de Tupelo i després a la universitat Fisk de Nashville (Tennessee) en la qual es va graduar el 1953. L'any següent va obtenir el màster a la universitat de Wisconsin, però el xoc cultural que va significar estar en una societat no segregada la va fer retornar a Mississippi, on va fer de professor a l'institut d'Okolona, una població propera a la seva vila natal de Tupelo. Aquí va ser in va conèixer qui seria el seu marit, Dolan Falconer, amb qui va tenir tres fills i va canviar el seu cognom.
El curs 1963-64 va ser professora a l'institut de Chattanooga (Tennessee) i a partir de 1964 i fins que es va retirar el 2002 va ser professora del Spelman College d'Atlanta, una escola universitària dirigida a dones negras, excepte el curs 1971-72 que va ser docent a la universitat estatal de Norfolk. Durant els seus primers anys al Spelman va fer cursos de perfeccionament docent a la universitat d'Illinois i va obtenir el doctorat a la universitat Emory el 1969 amb una tesi d'àlgebra avançada.
Falconer va tenir una gran influència en totes les dones negres que es van titular al Spelman College i en l'elaboració dels currículums i l'rganització dels departements de matemàtiques del Spelman i d'altres institucions.